# Henry Augustus Reeves

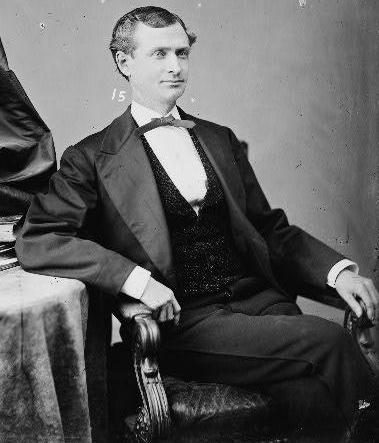
Henry Augustus Reeves

Henry Augustus Reeves (* 7. Dezember 1832 in Sag Harbor, New York; † 4. März 1916 in Greenport, New York) war ein US-amerikanischer Jurist und Politiker. Zwischen 1869 und 1871 vertrat er den Bundesstaat New York im US-Repräsentantenhaus.

## Werdegang
Henry Reeves besuchte Privatschulen in Sag Harbor, die Southampton Academy, die University of Michigan at Ann Arbor drei Jahre lang und graduierte dann 1852 am Union College in Schenectady (New York). Er studierte Jura und erhielt seine Zulassung als Anwalt. Dann war er als Staatsanwalt (attorney) tätig. Ab 1858 bis zu seinem Tod gab er den Republican Watchman in Greeport heraus. Politisch gehörte er der Demokratischen Partei an. Bei den Kongresswahlen des Jahres 1868 wurde Reeves im ersten Wahlbezirk von New York in das US-Repräsentantenhaus in Washington, D.C. gewählt, wo er am 4. März 1869 die Nachfolge von Stephen Taber antrat. Da er im Jahr 1870 auf eine erneute Kandidatur verzichtete, schied er nach dem 3. März 1871 aus dem Kongress aus. Danach kehrte er in das Zeitungsgeschäft zurück. Er war zwischen 1872 und 1894 als Town Supervisor in Southold Town tätig. Während dieser Zeit saß er 1887 in der New York State Assembly. Dann war er zwischen 1889 und 1897 Mitglied in der Commission in Lunacy von New York. Er starb am 4. März 1916 in Greenport und wurde auf dem Southampton Cemetery in Southampton beigesetzt.